# 1958 en Bretagne
 Chronologie de la Bretagne
- 1954
- 1955
- 1956
- 1957
- 1958
- 1959
- 1960
- 1961
- 1962

Cette page recense des événements qui se sont produits durant l'année 1958 en Bretagne.

## Infrastructures

### Constructions
- Nouvelle église Saint-Louis de Brest.